# 奧林·哈奇
奧林·格蘭特·哈奇（英語：Orrin Grant Hatch；1934年3月22日—2022年4月24日）是一位美国的政治人物，共和黨人。1977年至2019年代表犹他州担任联邦参议员，2015年至2019年擔任美國參議院臨時議長，是第二资深的参议员及最資深的共和黨參議員，并且是共和党史上任期最长的参议员之一。
哈奇曾在1993至2005年擔任參議院司法委員會主席或少數黨成員，也在1981年至1987年出任參議院健康、教育、勞工與養老金委員會 主席，以及現時擔任參議院財政委員會主席。同時，哈奇亦為美国大屠杀纪念博物馆的董事會成員。
自2014年中期選舉共和黨控制參議院後，哈奇自2015年1月3日第114屆聯邦國會宣誓就職後擔任參議院臨時議長。
2017年1月20日，美國總統就職典禮期間，奧林·哈奇與歐巴馬政府的商務部長傑森·約翰遜被選為指定倖存者在一處秘密安全地點待命，以便在聚集在國會山莊的總統、副總統以及其他的官員面臨災難時，能按照美國總統繼任順序繼任總統職位。
2018年1月2日，哈奇宣布他會在本屆任期結束時退休。

## 延伸閱讀
- Background and collected news at The Washington Post
- 美國國會國家人物傳記大辭典中的傳記
- 由華盛頓郵報維護的投票記錄
- 智慧投票计划中的傳記、投票紀錄及利益集團評級
- Congressional profile at GovTrack
- Congressional profile at OpenCongress
- Issue positions and quotes at On the Issues
- Financial information at OpenSecrets.org
- Staff salaries, trips and personal finance at LegiStorm.com
- 聯邦選舉委員會中的競選財務報告和數據
- Appearances on C-SPAN programs
- 查理·羅斯訪談錄上的出場
- 網路電影資料庫上的亮相頁面
- Collected news and commentary at The New York Times
- Works by or about 奧林·哈奇 in libraries (WorldCat catalog)
- Profile at Ballotpedia

## 外部連結
- 奧林·哈奇參議院官方網站
- 奧林·哈奇參議員競選網站 （页面存档备份，存于）
- 中的“奧林·哈奇”
- C-SPAN內的頁面（英文）
- 新聞和評論收集在《鹽湖城論壇報（英语：The Salt Lake Tribune）》

| 司法职务                 | 司法职务                                                                                          | 司法职务               |
| ------------------------ | ------------------------------------------------------------------------------------------------- | ---------------------- |
| 前任者： 派屈克·萊希     | 參議院臨時議長 2015年－2019年                                                                     | 繼任者： 查克·葛雷斯利 |
| 政党职务                 |                                                                                                   |                        |
| 前任者： 勞倫斯·伯頓     | 美國參議員猶他州共和黨被提名人 （第1類） 1976年、1982年、1988年、 1994年、2000年、2006年、 2012年 | 繼任者： 米特·羅姆尼   |
| 美国参议院               |                                                                                                   |                        |
| 前任者： 法蘭克·莫斯     | 猶他州第1類參議員 1977年－2019年 與傑克·加恩、罗伯特·班尼特、 麥克·李同時在任                     | 繼任者： 米特·羅姆尼   |
| 前任者： 哈里森·威廉斯   | 參議院健康委員會主席 1981年－1987年                                                               | 繼任者： 泰德·肯尼迪   |
| 前任者： 斯特罗姆·瑟蒙德 | 參議院司法委員會副主席 1993年－1995年                                                             | 繼任者： 乔·拜登       |
| 前任者： 乔·拜登         | 參議院司法委員會主席 1995年－2001年                                                               | 繼任者： 派屈克·萊希   |
| 前任者： 派屈克·萊希     | 參議院司法委員會副主席 2001年－2003年                                                             | 繼任者： 派屈克·萊希   |
| 前任者： 派屈克·萊希     | 參議院司法委員會主席 2003年－2005年                                                               | 繼任者： 阿倫·斯佩克特 |
| 前任者： 查克·葛雷斯利   | 參議院財政委員會副主席 2013年－2015年                                                             | 繼任者： 榮·懷登       |
| 前任者： 榮·懷登         | 參議院財政委員會主席 2015年－2019年                                                               | 繼任者： 查克·葛雷斯利 |
| 前任者： 凱文·布拉迪     | 國會聯合稅務委員會主席 2016年－2017年                                                             | 繼任者： 凱文·布拉迪   |
| 榮銜                     |                                                                                                   |                        |
| 前任者： 理查德·盧格     | 最資深共和黨聯邦參議員 2013年－2019年                                                             | 繼任者： 查克·葛雷斯利 |